# Luiz Severiano Ribeiro
Luiz Severiano Ribeiro (Baturité, Ceará, 3 de junho de 1886 — Rio de Janeiro, 1 de dezembro de 1974) foi o fundador do Grupo Severiano Ribeiro, uma das grandes empresas de exibidoras cinematográficas do país; que formou cartel com a empresa de Livio Bruni.

## Baturité, Fortaleza e Rio de Janeiro
Filho do médico Luiz Severiano Ribeiro e de Maria Felícia Caracas, teve como nome de batismo "Luiz Severiano Ribeiro Filho" e teve duas irmãs: Alice e Maria.[carece de fontes?]
Aos 10 anos de idade, foi estudar no Seminário Episcopal de Fortaleza (Seminário da Prainha), na Praia Formosa. Apesar de ser religioso, não tinha vocação para o sacerdócio e fugiu do Seminário. Aos 18 anos de idade, foi embarcado para o Rio de Janeiro e matriculado na Faculdade de Medicina.[carece de fontes?]
Em 1904, decepcionado com a medicina diante da morte da mãe, Severiano Ribeiro abandonou os estudos e logo voltou a estabelecer-se no Ceará.[carece de fontes?]

## Circo Pery
A lona do circense Anchises Pery, localizado na esquina das ruas General Sampaio e das Flores (atual Castro e Silva), em Fortaleza, foi o local do seu primeiro contato com a arte cinematogrática.[carece de fontes?]

## O Cinematographo Art-Noveau e o Café Riche
Em 1908, quando foi inaugurado o primeiro cinema fixo de Fortaleza: o Cinematographo Art-Noveau, do italiano Victor Di Maio, Luiz Severiano Ribeiro passou a acompanhar o ramo de exibição de filmes. Um ano depois, ele arrendou este cinema com a saída de Di Maio de Fortaleza.[carece de fontes?]
Sob sua direção, ele realizou projeções diárias em horários sincronizados com o Café Riche. Logo em seguida, decide fechar o café e abrir no local um cinema com o mesmo nome. O cine Riche foi inaugurado em dezembro de 1915, com uma sociedade com o também empresário Alfredo Salgado.[carece de fontes?]

## Cine Majestic
Em 14 de julho de 1917, Luiz Severiano Ribeiro inaugura o Cine Majestic em Fortaleza, primeiro grande cinema da cidade. Mais tarde, se percebeu que esse foi o início do que viria a se tornar o Grupo Severiano Ribeiro, grande empresa nacional do ramo de exibição cinematográfica.[carece de fontes?]
Com o sucesso do negócio, o comerciante comprou as outras três salas da região e, em 1921, comprou o Cinema Moderno, entrando na praça de Recife.[carece de fontes?]
Em 1926, mudou-se com a família para o Rio de Janeiro, alugando um palacete de três andares para sua morada. Depois associou-se à Metro-Goldwyn-Mayer. Pelo acordo, a companhia americana ficava responsável pelas reformas das casas e fornecimento de filmes, enquanto a empresa brasileira ficava a cargo do arrendamento e administração dos cinemas. Seu primeiro cinema próprio foi o Cine Odeon, no Centro do Rio. Depois veio o Cine Palácio, tendo sido este o primeiro cinema carioca a exibir um filme com som.[carece de fontes?]
E a sonorização foi importantíssima na carreira de Luiz Severino:
Desde  que  alavancou  sua  empresa,  dotando  suas  salas  com  a  nova tecnologia  da  sonorização,  em  1929,  solidificara  sua  posição  hegemônica  no mercado cinematográfico no Norte, Nordeste e Sudeste.— VALE, 1997. p. 66.

## Cinemas no Pará
A atuação do Grupo Severiano Ribeiro chegou até mesmo ao estado do Pará, na capital Belém. Em 1946, comprou  algumas  salas  de  exibição  que  eram da Empresa Cinematográfica do Pará. Na década de 1960, era dono dos Cines Iracema, Nazaré, Olímpia, Palácio e Paraíso.

## Biografias
- Toninho Vaz. O Rei do Cinema, a extraordinária história de Luiz Severiano Ribeiro - (Ed. Record) 2007.